# 劉佗 (春秋)
劉佗（？—前519年），春秋时期周朝的大夫。
前519年，王子朝和周敬王争位，尹氏支持王子朝，刘氏支持周敬王。六月十二壬午日，王子朝进入尹地，六月十三癸未日，尹圉诱骗刘佗，将他杀害。